# دانيال سيسويف
دانيال سيسويف (بالروسية: Даниил Сысоев) (12 يناير 1974 — 20 نوفمبر 2009) مبشر وداعية وكاتب وكاهن الكنيسة الأرثوذكسية الروسية، رئيس كنيسة القديس توما الرسول في موسكو.
كان نشطاً في الأنشطة التبشيرية، ولا سيما في تبشير المسلمين بالأرثوذكسية. وكان ينتقد الإسلام. قُتل في الكنيسة أثناء قيامه بواجباته الدينية. وأعلنت بعض المصادر والجهات بعد حدوث حادثة مرتبطة بأن القاتل يدعى "بيكسلطان كاريبيكاف (بالروسية: Бексултан Карыбеков)" وهو مواطن قرغيزي تم قتله أثناء محاولته الاعتداء على الشرطة، ولكن ما زالت صحة ارتباط بيكسلطان بمقتل دانيال مشكوك بها. يعتبر العديد من المسيحيين الأرثوذكس وفاة الأب دانيال بمثابة استشهاد ويتوقعون رفع مرتبته إلى قديس.